# مدرسه اسماعیلیه
مدرسه اسماعیلیه مربوط به دوره صفوی است و در اصفهان، محله قصر منشی، خیابان نشاط، کوچه باروت کوبها واقع شده و این اثر در تاریخ ۱۱ دی ۱۳۸۰ با شمارهٔ ثبت ۴۶۹۸ به‌عنوان یکی از آثار ملی ایران به ثبت رسیده‌است.